# Secretaría de Desarrollo Social (Argentina)
La Secretaría de Desarrollo Social de la Presidencia de la Nación fue una secretaría del Poder Ejecutivo Nacional de Argentina.

## Historia
Fue creada en 1994 por decreto n.º 227 del presidente Carlos Menem.
En diciembre de 1999 se creó la Subsecretaría de Acción Social.
Asimismo, en el mismo mes y año, el Poder Ejecutivo Nacional creó el Ministerio de Desarrollo Social y Medio Ambiente y disolvió la Secretaría de Desarrollo Social de la Presidencia, al cual transfirió el patrimonio de la Secretaría en agosto del año 2000.